# Banco Nacional del Ejército, Fuerza Aérea y Armada
El Banco Nacional del Ejército, Fuerza Aérea y Armada, S.N.C. (o Banjército por su acrónimo) es una institución de banca de desarrollo con sede en la Ciudad de México, perteneciente a las Fuerzas Armadas, con la tarea de ofrecerles todo tipo de productos de banca, así como el pago de salario a todos los miembros mediante este. En un principio se destinó a ser un banco exclusivo para miembros activos y retirados de las Fuerzas Armadas, pero desde 1978 sus servicios están abiertos al público en general, a excepciones de productos de crédito que siguen siendo exclusivos para militares.

## Historia
Comenzó a operar el 15 de julio de 1947, siendo presidente Miguel Alemán Valdés, bajo la figura jurídica de una Sociedad Anónima de Capital Variable. Está enfocado principalmente al sector militar, para sus servicios de banca, crédito y finanzas, aunque en años recientes cualquier persona del medio civil ya puede abrir una cuenta sin la exigencia de haber sido parte de las Fuerzas Armadas cambiando su lema a "Un Banco para todos"